# Dialeurodes abbotabadiensis
Dialeurodes abbotabadiensis es un hemíptero de la familia Aleyrodidae, con una subfamilia: Aleyrodinae.
Fue descrita científicamente por primera vez por Qureshi en 1980.